# 邱建興
邱建興（1964年5月28日—）是台北再兴小学的一名体育教师，酷爱马拉松运动，参加马拉松比赛已经有超过20个年头。2011年的河南郑开马拉松比赛已是他所参加的第101次马拉松比赛，这场比赛中他以2小时39分的成绩跑完了全程。

## 獲獎
- 2003年梨山馬拉松冠軍（成績：2小時31分55秒成績)
- 2005年太魯閣國際馬拉松邀請賽冠軍。(成績:2小時44分14秒)